# Adventures
Adventures (с англ. Приключения) — американская рок-группа из Питтсбурга. Помимо двух новых членов, группа состоит из трёх участников группы Code Orange. Adventures выпустили 3 EP, 2 сплита и 1 альбом. В настоящее время у группы есть контракт с лейблом Run For Cover Records.

## История
В мае 2014 года группа отправилась в турне с Seahaven и Foxing.

## Состав
- Доминик Ландолина — гитара
- Джами Морган — ударные
- Джо Голдман — бас, вокал
- Кими Ханауэр — клавишные, вокал
- Рэба Мейерс — вокал, гитара

## Дискография

### Альбомы
- Supersonic Home (2015)

### EP
- Adventures (2012)
- Clear My Head With You (2013)

### Сплиты
- Adventures / Run, Forever (2014)
- Adventures / Pity Sex (2014)